# Банатски устанак
Банатски устанак из 1594. године је био један од три највећа устанка у српској историји и највећи устанак пре Првог српског устанка. Срби у области Баната (тада у саставу османског Темишварског пашалука) су 1594. године, током Дугог рата, започели велики устанак против турске власти. Центар устанка је био око Вршца, а његов вођа је био Теодор Несторовић, епископ Вршца. Друге две вође устанка су били бан Сава и војвода  Веља Миронић.

## Позадина
Нови босански паша Хасан-паша Предојевић је одмах по доласку на функцију кренуо у поход и 1592. заузео Бихаћ и створио нови истоимени санџак. Предојевић је 1593. кренуо у опсаду Сиска, али га је прикупљена хабзбуршка војска тешко поразила, а и он сам је погинуо.
На притисак јаничара, Порта је крајем 1593. године заузела Веспрем, а пао је накратко и Сисак. Овим је отпочео Дуги (или Петнаестогодишњи) рат (1593—1606).

## Устанак
Ситнији успеси аустријске војске у пролеће 1594. су поколебали турске вазалне кнежеве, а Србима у Банату пружили прилику да подигну устанак. Устанак је почео упадима српских хајдука из Ердеља, који су протерали турску војску из Вршца и околине. Током опсаде Вршца, одиграо се мегдан између турског заповедника Али-бега и српског четовође Јанка Лугошана Халабуре, у ком је Јанко Халабура победио. Испочетка су то били ситнији напади, али затим је Петар Мајзаш спалио Вршац. Главне турске снаге су биле заузете на северу бранећи Острогон, па су устаници ослободили и Бечкерек, Бечеј, Тител и Липову и разбили неколико мањих турских војски (због силних пораза смењена су двојица темишварских паша). Српски устаници су носили заставе са ликом светог Саве. Синан-паша, који је предводио турску војску, је наредио да се донесе зелена застава Мухамеда из Дамаска да би је супротставио застави Срба. Синан-паша је такође наредио да се као чин одмазде спале посмртни остаци светог Саве.
Ердељски кнез Сигисмунд Батори је устаницима тајно дотурао помоћ, али како није успео да наговори своју скупштину сталежа да се окрене против Турака, одбио је да реагује на проглашење за српског краља. Батори се ипак определио да остане лојалан вазални краљ турског султана. Пошто је послата аустријска војска под командом Ференца Балаша поражена и пошто је попустио притисак на главном бојишту, спојиле су се војске будимског и темишварског паше и разбиле Србе код Бечкерека. У овој одлучујућој бици 4.300 устаника је покушало да се супротстави османлијама који су имали војску од 36.000 људи. До краја јула 1594. цео Банат је поново покорен. Много српских избеглица је побегло у Ердељ, где су створили нову епископију. Међутим, пошто је област Баната након пропасти устанка постала пуста, што није одговарало турским властима којима је било потребно становништво на овој плодној земљи, власти су обећале милост свакоме ко се врати. Срби су се вратили, али се милост није односила на вођу устанка, епископа Теодора Несторовића, који је жив одран.

## Историјски значај
Устанак банатских Срба је највећи устанак становништва Панонске низије против османске власти, иако није могао да добије озбиљну подршку угарских велможа.
Након протеривања Османлија из Баната у 18. веку, многи потомци избеглих Срба су се из Ердеља и околних територија вратили у постојбину својих предака. Њихови потомци и данас носе презимена која подсећају на пребивалишта њихових избеглих предака (Ердељан, Кришан, Фратуцан, итд).